# Pizza napolitana
A pizza napoletana (em português: pizza napolitana) é uma especialidade culinária tradicional da cidade de Nápoles. A pizza napoletana é constituída por duas variantes: a pizza napoletana Marinara e a pizza napoletana Margherita, esta última com uma subvariante « Extra ». Desde 14 de fevereiro de 2008 que a denominação Pizza Napoletana é protegida a nível europeu com o selo de especialidade tradicional garantida.

## Importância cultural

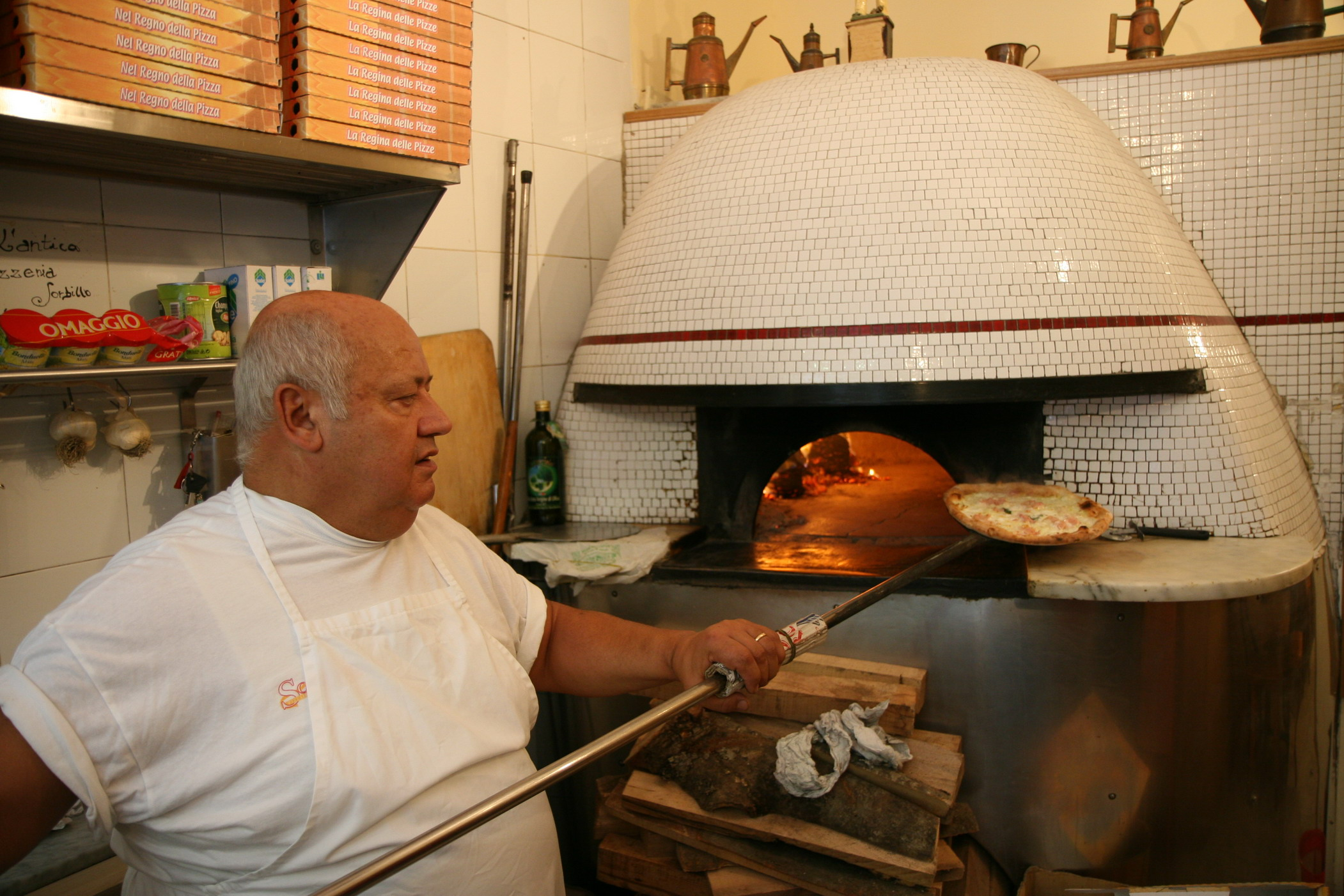
Um pizzaiolo em Nápoles

A arte dos ‘pizzaioli’ napolitanos é uma prática culinária que consiste em preparar a massa de uma pizza em quatro etapas e assá-la em forno a lenha, transformando-a. Esta prática cultural nasceu em Nápoles, capital da região da Campânia, onde vivem e trabalham cerca de 3000 "pizzaioli", mantendo laços estreitos de convivência com as comunidades locais. Os repositórios desse elemento do património cultural compreendem essencialmente três categorias de pessoas: o "mestre pizzaiolo", o "pizzaiolo" e o padeiro, ao qual podemos acrescentar as famílias napolitanas que praticam essa arte culinária nas suas casas particulares. Este elemento não só favorece a celebração de eventos sociais e trocas entre diferentes gerações, como também assume o caráter de um verdadeiro espetáculo quando o "mestre pizzaiolo" mostra a sua habilidade ao público no seu estabelecimento (denominado "bottega"). Todos os anos, a Associação de 'Pizzaioli' Napolitanos organiza cursos sobre a história da pizza, bem como sobre os instrumentos e técnicas para a preparar. Em Nápoles, essas técnicas podem ser aprendidas em escolas especializadas ou em famílias. No entanto, as práticas e conhecimentos ligados a esta arte culinária são transmitidos fundamentalmente nos “botteghe”, onde jovens aprendizes observam o trabalho dos mestres “pizzaioli” para se aperfeiçoarem e acabam dominando todas as etapas e instrumentos da confecção de pizza.
A UNESCO integrou a arte dos pizzaioli napolitanos na lista representativa do Património Cultural Imaterial da Humanidade em 2017.